# Colpolopha simplex
Colpolopha simplex is een rechtvleugelig insect uit de familie Romaleidae. De wetenschappelijke naam van deze soort is voor het eerst geldig gepubliceerd in 1923 door Hebard.